# بام إيفانز
بام إيفانز (بالإنجليزية: Pam Evans)‏ هي كاتِبة أمريكية، ولدت في 1953 في كنتاكي في الولايات المتحدة.